# لادجي مالي
لادجي مالي (باللغة البرتغالية:Ladji Mallé) لاعب كرة قدم مالي مواليد 21 نوفمبر 2001 لعب سابقاً في العربي الإماراتي.

## روابط خارجية
- لادجي مالي على موقع قاعدة بيانات كرة القدم.إي يو (الإنجليزية)
- لادجي مالي على موقع Soccerway.com (الإنجليزية)